# دميترو أنتونوف
دميترو أنتونوف (بالأوكرانية: Дмитро Ігорович Антонов)‏ هو لاعب كرة قدم أوكراني في مركز الدفاع، ولد في 28 أغسطس 1996 في أوكرانيا. لعب مع نادي ميتاليست خاركيف.

## وصلات خارجية
- دميترو أنتونوف على موقع اتحاد أوكرانيا (الإنجليزية)
- دميترو أنتونوف على موقع قاعدة بيانات كرة القدم.إي يو (الإنجليزية)
- دميترو أنتونوف على موقع Soccerway.com (الإنجليزية)
- دميترو أنتونوف على موقع عالم كرة القدم.نت (الإنجليزية)